# Der Bulle von Tölz: Tod am Hahnenkamm
Tod am Hahnenkamm ist ein deutscher Fernsehfilm von Walter Bannert aus dem Jahr 1999 nach einem Drehbuch von Michael Lerchenberg und Franz Xaver Sengmüller. Es ist die 22. Folge der Krimiserie Der Bulle von Tölz mit Ottfried Fischer als Hauptdarsteller in der Rolle des Hauptkommissars Benno Berghammer. Die Erstausstrahlung erfolgte am 13. Oktober 1999 auf Sat.1.

## Handlung
Zum 40-jährigen Jubiläum ihrer Pension erhält Resi Berghammer vom Fremdenverkehrsamt einen Gutschein für eine Woche Kuraufenthalt in Kitzbühel für zwei Personen – all inclusive. Ihr Sohn Benno begleitet sie widerwillig, weil sie ihm droht, ihn andernfalls vor die Tür zu setzen.
Schnell freundet sich Frau Berghammer im Kitzbüheler Hotel mit dem Wiener Hofrat a. D. Rudolf Matuschek an, der sie ins Casino mitnimmt, wo sie auch den Grafen Moritz von Ambach, bekannt als notorischer Schürzenjäger, kennenlernt. Durch ihr Anfängerglück häuft sie am Roulettetisch binnen kurzer Zeit einen beträchtlichen Gewinn an und wittert die Chance, ihre Pension renovieren zu können, wenn sie am Ball bleibt.
In der Zwischenzeit macht Benno Berghammer in der Disco „Take Five“ Bekanntschaft mit der amtierenden Miss Austria, Marina Rollinger alias Kubes, mit der er die Nacht durchtanzt. Am nächsten Morgen wird er von der Gendarmerie aus dem Schlaf gerissen, weil seine Tanzpartnerin erwürgt aufgefunden wurde. Er wird festgenommen, kommt aber wieder frei, als die österreichischen Kollegen feststellen, dass er Hauptkommissar bei der Bad Tölzer Kriminalpolizei ist.
Gegen den Willen der extra aus Innsbruck angereisten, jungen Chefinspektorin Renate Patscheder stellt Berghammer eigene Ermittlungen an und erfährt von Leo Rollinger, mit dem das Opfer im Prinzip nur auf dem Papier verheiratet war, dass die Ehe bereits nach drei Monaten wieder vorbei gewesen sei; Marina habe danach unter ihrem Mädchennamen Kubes gemodelt. Er habe seine Frau fünf Jahre lang nicht mehr gesehen, bis sie am Vortag bei ihm aufgetaucht sei, weil sie kein Hotelzimmer mehr bekommen habe, und da habe er ihr die Couch angeboten. Das Ehebett sei nicht in Frage gekommen, weil er seine Lebensgefährtin Anita Ganslwandtner heiraten und sich daher von Marina scheiden lassen wollte. Chefinspektorin Patscheder gegenüber räumt er ein, dass Marina sich geweigert habe, sich scheiden zu lassen, weil sie befürchtete, die Presse würde ihr einen Strick daraus drehen, zumal sie als verheiratete Frau gar nicht an der Miss-Austria-Wahl hätte teilnehmen dürfen und ihren Titel sowie die damit verbundenen Privilegien verloren hätte. Leo Rollinger hatte somit ein Motiv, seine Frau umzubringen, auch kann er kein brauchbares Alibi vorweisen; dennoch lässt sich der Verdacht nicht mit Beweisen untermauern.
Als in Resi Berghammers Tasche das Adressbuch der Toten auftaucht, gerät auch sie ins Visier der Ermittler, doch sie kann glaubhaft versichern, das Buch noch nie zuvor gesehen zu haben. Auch im Casino ist Frau Berghammers Glückssträhne zu Ende gegangen – sie hat einen Großteil ihres Gewinns wieder verloren. Sie gibt aber noch nicht auf und lässt sich von Hofrat a. D. Matuschek das Pokerspiel beibringen, weil sie im Grafen von Ambach, der als schlechter Spieler gilt, eine Goldgrube sieht.
Renate Patscheder äußert die Vermutung, dass der Täter mit ihnen spielt, was Benno Berghammer auf den Gedanken bringt, das Adressbuch könnte im Spielcasino in die Tasche seiner Mutter gesteckt worden sein. Im „Take Five“ erfährt er von den Stammgästen Lissi und Claudia, dass Moritz von Ambach sie in der Mordnacht vor ihrer Unterkunft abgesetzt hat und dann alleine weitergefahren ist. Berghammer fährt von dieser Unterkunft bis zum Schloss des Grafen und stellt fest, dass der Fundort der Leiche direkt auf dem Weg liegt.
Er arrangiert eine Pokerpartie zwischen seiner Mutter und dem Grafen auf dessen Schloss. Er konfrontiert von Ambach mit seinen Erkenntnissen, worauf dieser eine Schusswaffe nimmt und Berghammers in ein Kellergewölbe zwingen will. Auf die Frage nach dem Grund gibt der Graf an, Marina Rollinger habe ihn ausgelacht und einen impotenten Loser genannt. So etwas müsse man doch aus dem Verkehr ziehen, er habe ein Renommee zu verlieren. Erneut fordert er Resi und Benno Berghammer auf, ihm in den Keller zu folgen, da erscheint Chefermittlerin Patscheder bewaffnet im Raum und nimmt von Ambach fest.

## Hintergrund
Die Dreharbeiten erfolgten in Kitzbühel, unter anderem am Hahnenkamm und im „Hotel zur Tenne“; als Schauplatz für die „Pension Resi“ diente das Hollerhaus Irschenhausen.

## Kritik
Die Programmzeitschrift TV Spielfilm schreibt: „Zum Promi-Auftrieb am Hahnenkamm hagelt es boshafte Spitzen über die Ski-Schickeria. Die bissigen Mutter-Sohn-Dialoge runden die Highlight-Folge ab.“ Fazit: „Ein Gipfel der Reihe – voller Seitenhiebe.“